# Lijst van voetbalinterlands Bulgarije - Frankrijk
Deze lijst van voetbalinterlands is een overzicht van alle officiële voetbalwedstrijden tussen de nationale teams van Bulgarije en Frankrijk. De landen hebben tot op heden 23 keer tegen elkaar gespeeld. De eerste ontmoeting was een vriendschappelijke wedstrijd in Sofia op 9 juni 1932. Het laatste duel, eveneens een vriendschappelijke wedstrijd, vond plaats op 8 juni 2021 in Saint-Denis.

## Wedstrijden
| №  | Plaats      | Datum            | Competitie           | Wedstrijd             | Uitslag |
| -- | ----------- | ---------------- | -------------------- | --------------------- | ------- |
| 1  | Sofia       | 9 juni 1932      | Vriendschappelijk    | Bulgarije − Frankrijk | 3 − 5   |
| 2  | Parijs      | 24 maart 1938    | Vriendschappelijk    | Frankrijk − Bulgarije | 6 − 1   |
| 3  | Colombes    | 25 december 1957 | Vriendschappelijk    | Frankrijk − Bulgarije | 2 − 2   |
| 4  | Sofia       | 11 oktober 1959  | Vriendschappelijk    | Bulgarije − Frankrijk | 1 − 0   |
| 5  | Colombes    | 11 december 1960 | WK 1962 kwalificatie | Frankrijk − Bulgarije | 3 − 0   |
| 6  | Sofia       | 12 november 1961 | WK 1962 kwalificatie | Bulgarije − Frankrijk | 1 − 0   |
| 7  | Milaan      | 16 december 1961 | WK 1962 kwalificatie | Bulgarije − Frankrijk | 1 − 0   |
| 8  | Sofia       | 29 maart 1963    | EK 1964 kwalificatie | Bulgarije − Frankrijk | 1 − 0   |
| 9  | Parijs      | 26 oktober 1963  | EK 1964 kwalificatie | Frankrijk − Bulgarije | 3 − 1   |
| 10 | Rouen       | 8 april 1970     | Vriendschappelijk    | Frankrijk − Bulgarije | 1 − 1   |
| 11 | Nantes      | 10 november 1971 | EK 1972 kwalificatie | Frankrijk − Bulgarije | 2 − 1   |
| 12 | Sofia       | 4 december 1971  | EK 1972 kwalificatie | Bulgarije − Frankrijk | 2 − 1   |
| 13 | Sofia       | 9 oktober 1976   | WK 1978 kwalificatie | Bulgarije − Frankrijk | 2 − 2   |
| 14 | Parijs      | 16 november 1977 | WK 1978 kwalificatie | Frankrijk − Bulgarije | 3 − 1   |
| 15 | Lyon        | 14 mei 1982      | Vriendschappelijk    | Frankrijk − Bulgarije | 0 − 0   |
| 16 | Parijs      | 21 november 1984 | WK 1986 kwalificatie | Frankrijk − Bulgarije | 1 − 0   |
| 17 | Sofia       | 2 mei 1985       | WK 1986 kwalificatie | Bulgarije − Frankrijk | 2 − 0   |
| 18 | Sofia       | 9 september 1992 | WK 1994 kwalificatie | Bulgarije − Frankrijk | 2 − 0   |
| 19 | Parijs      | 17 november 1993 | WK 1994 kwalificatie | Frankrijk − Bulgarije | 1 − 2   |
| 20 | Newcastle   | 18 juni 1996     | EK 1996              | Frankrijk − Bulgarije | 3 − 1   |
| 21 | Saint-Denis | 7 oktober 2016   | WK 2018 kwalificatie | Frankrijk − Bulgarije | 4 − 1   |
| 22 | Sofia       | 7 oktober 2017   | WK 2018 kwalificatie | Bulgarije − Frankrijk | 0 − 1   |
| 23 | Saint-Denis | 8 juni 2021      | Vriendschappelijk    | Frankrijk − Bulgarije | 3 − 0   |

## Samenvatting
| Competitie        | Totaal gespeeld | Winst Bulgarije | Gelijk | Winst Frankrijk | Doelsaldo Bulgarije – Frankrijk |
| ----------------- | --------------- | --------------- | ------ | --------------- | ------------------------------- |
| WK-kwalificatie   | 11              | 5               | 1      | 5               | 12 − 15                         |
| EK-eindronde      | 1               | 0               | 0      | 1               | 1 − 3                           |
| EK-kwalificatie   | 4               | 2               | 0      | 2               | 5 − 6                           |
| Vriendschappelijk | 7               | 1               | 3      | 3               | 8 − 17                          |
| Totaal            | 23              | 8               | 4      | 11              | 26 − 41                         |

Wedstrijden bepaald door strafschoppen worden, in lijn met de FIFA, als een gelijkspel gerekend.

## Details

### Achttiende ontmoeting
| WK 1994 kwalificatie (Sofia, Bulgarije, 9 september 1992): |       |           |
| Bulgarije                                                  | 2 – 0 | Frankrijk |
| Christo Stoitsjkov 21' (pen.) Krasimir Balakov 29'         | goals |           |

### Negentiende ontmoeting
| WK 1994 kwalificatie (Parijs, Frankrijk, 17 november 1993): |       |                                         |
| Frankrijk                                                   | 1 – 2 | Bulgarije                               |
| Éric Cantona 32'                                            | goals | 37' Emil Kostadinov 90' Emil Kostadinov |

### Twintigste ontmoeting
| EK 1996 (Newcastle, Engeland, 18 juni 1996): |              | |
| Frankrijk | 3 – 1        | Bulgarije |
| Laurent Blanc 21' Ljoeboslav Penev 63' (e.d.) Patrice Loko 90' | goals        | 69' Christo Stoitsjkov |
| Aimé Jacquet | bondscoach   | Dimitar Penev |
| Bernard Lama Lilian Thuram Bixente Lizarazu Christian Karembeu Marcel Desailly Laurent Blanc Vincent Guérin Didier Deschamps Zinédine Zidane 61' Youri Djorkaeff Christophe Dugarry 70' | opstellingen | Borislav Michailov Emil Kremenliev Trifon Ivanov Tzanko Tzvetanov Petar Hubchev 78' Zlatko Yankov Ivailo Yordanov 82' Krasimir Balakov Yordan Lechkov Ljoeboslav Penev Christo Stoitsjkov |
| Reynald Pedros 61' Patrice Loko 70' | wissels      | 78' Daniel Borimirov 82' Georgi Donkov |
| Marcel Desailly 3' Christophe Dugarry 36' | gele kaarten | 10' Trifon Ivanov 14' Emil Kremenliev |